# Chen Po-liang
Chen Po-liang (en chino, 陳柏良; pinyin, Chén Bóliáng; Kaohsiung, 11 de agosto de|1988) es un futbolista chino que juega en la posición de centrocampista y que actualmente milita en el Qingdao Youth Island de la Primera Liga China.

## Carrera

### Club
| Periodo   | Club                 |
| --------- | -------------------- |
| 2006–2010 | Taiwan PE College    |
| 2010      | Taipower FC          |
| 2011      | TSW Pegasus FC       |
| 2011      | Taipower FC          |
| 2012–2013 | Shenzhen Ruby        |
| 2014      | Shanghai Shenhua     |
| 2015–2019 | Zhejiang Greentown   |
| 2020–2022 | Changchun Yatai      |
| 2022-     | Qingdao Youth Island |

### Selección nacional
Debutó con China Taipéi en 2006 y en agosto de 2009 fue nombrado capitán, con lo que es el jugador más joven en ser capitán de la selección nacional.
Su primer gol internacional lo anotó en la victoria por 4-2 ante Guam el 25 de agosto de 2009 por el Campeonato de Fútbol de Asia Oriental de 2010. Actualmente es el jugador con más apariciones y más goles con la selección nacional.

## Logros

### Club
Taipower
- Intercity Football League: 2011
- AFC President's Cup: 2011

Changchun Yatai
- China League One: 2020[10]

### Individual
- Bota de Oro de la Highschool Football League 2006
- Bota y Balón de Oro de la Intercity Football League 2008
- Bota de Oro de la Intercity Football League 2010[11]
- Mejor Jugador de la AFC President's Cup 2011[12][13]